# William Keeling
William Keeling (1578-1620) fue un marino inglés del cual se desconocen sus antecedentes desde su nacimiento hasta el año 1604 en que aparece participando en la época de los llamados viajes separados de la Compañía de las Indias Orientales. En el segundo viaje como comandante del Susan y en el tercero, 1607, como comandante del Red Dragon y jefe de la expedición; al regreso a Inglaterra, 1609, como comandante del Hector descubrió las islas  Cocos. Posteriormente, en la época de las acciones conjuntas,1615, figura como comandante del Red Dragon en camino a Bantam, Java, para tomar el puesto de agente de la Compañía y jefe de todas las factorías en el lejano oriente. En 1617 regresó enfermo a Inglaterra.
En 1618 el rey Jacobo I lo nombró valet de su cámara y comandante del castillo de Cowes en la isla de Wight. Murió en 1620.

## Primeros 25 años
Se cree que nació en 1578. Nada se sabe de su vida hasta 1604 en que debe haber tenido la suficiente experiencia marinera como que fue nombrado comandante del Susan, una de las naves de la Compañía de las Indias Orientales.

## Segundo viaje de la Compañía de las Indias Orientales
Keeling fue designado comandante del Susan en el segundo viaje de la Compañía de la Indias Orientales a Java. La expedición iba al mando de Henry Middleton a bordo del Red Dragon mas otros dos buques. Keeling arribó a la factoría de la Compañía en Bantam, Java. Allí tomó el mando del Hector y regresó cargado de pimienta y especies. La Susan se hundió en el océano Índico y Keeling arribó a Inglaterra con solo trece marineros a bordo.

## Tercer viaje de la Compañía de las Indias Orientales
En marzo de 1607 Keeling zarpó de Inglaterra al mando del Red Dragon y como jefe de la expedición al lejano oriente. Además iba William Hawkins al mando del Hector con un misión para el gran mogul en Agra.

### Representación obras de Shakespeare
De acuerdo al diario del viaje de Keeling, para paliar las largas navegaciones y ocio, hizo que la tripulación aprendiera y representara dos obras de William Shakespeare, Hamlet y Ricardo II mientras permanecían en Sierra Leona, el 5 y 30 de septiembre de 1607 y nuevamente Hamlet el 31 de marzo de 1608 en Socotra. 
Durante un tiempo después de su descubrimiento, se sospechó que el fragmento era una falsificación, pero posteriormente ha sido aceptado como genuino. Estas son las primeras actuaciones de aficionados registradas de obras de Shakespeare.

### Descubrimiento de las islas Cocos

Islas Cocos (Keeling)

En Sumatra cambió su mando al Hector. Envió de regreso cargado al Red Dragon y él permaneció varios meses navegando y comerciando entre las islas del archipiélago. En octubre de 1609 emprendió el regreso a Inglaterra, descubriendo las islas Cocos durante el viaje y arribando a Inglaterra en mayo de 1610.
Los Cocos, posteriormente territorio de Australia, se compone de dos atolones de baja altura y veintisiete islas de coral a mitad de camino entre Australia y Sri Lanka. Permanecieron deshabitadas hasta la primera parte del siglo XIX, cuando los propietarios privados (la familia Clunies-Ross) trasladó esclavos allí para trabajar en las plantaciones de coco. Las islas fueron anexadas por el Imperio Británico en 1857, pero luego, en 1886, la reina Victoria las concedió a la familia Clunies-Ross a perpetuidad.

## Agente de la Compañía de las Indias Orientales
Nuevamente al mando del Red Dragon fue enviado al lejano oriente para que se hiciera cargo de la factoría en Bantam y por ende de todas las factorías de la Compañía en la región. No fue autorizado para llevar a su esposa en esta comisión. Zarpó de Inglaterra en 1615 llevando a bordo a Thomas Roe nombrado embajador ante la corte mogul y al cual desembarcó en Surat. Continuó hacia el sur atacando a los portugueses a lo largo de la costa entre Goa y Calicut. Aprovechó para negociar con los reyes locales concesiones comerciales. En Sumatra estuvo gravemente enfermo de disentería. En septiembre de 1616 fue autorizado para regresar a casa donde llegó en mayo de 1617 enfermo y habiendo perdido 62 tripulantes durante la navegación.

## Valet y comandante del castillo de Cowles
El rey Jacobo I en recompensa lo nombró ayudante de cámara y comandante del castillo de Cowles en la isla de Wight donde estaba autorizado para cobrar un centavo por tonelada por cada barco que pasaba el cabo Dungeness.

## Testamento
Keeling era un hombre de fortuna. Entre sus bienes tenía oro , vajillas de plata, joyas y acciones de la Compañía de las Indias Orientales.
Su testamento, de fecha 16 de octubre de 1620, y legalizado en Londres el 20 de noviembre de 1620, lo describe como el guardián de la parroquia de Carisbrooke en la isla de Wight. Su esposa, Anne Keeling fue dejada como único albacea y para proporcionar a los niños si ella muriera, sus hermanos, suegros, Edward Bromfield y Thomas Overman, comerciantes en cueros, de Londres, debían actuar como ejecutores, y la herencia , que está "muy mezclada y dispersa en el extranjero en las Indias Orientales y otros lugares," debe ser dividida en partes iguales entre el hijo mayor, Edward, y los otros hijos a medida que alcancen la edad de veintiuno o se casen.